# Alpenliga (calcio)
L'Alpenliga fu il terzo livello del campionato austriaco di calcio tra il 1977-1978 ed il 1979-1980.
Fu creata dalla fusione della 1. Landesliga e della Tirol Liga e sostituì il campionato di Regionalliga West che non si disputava più dalla stagione 1973-1974. La vincitrice dell'Alpenliga disputava gli spareggi per la promozione in 2. Division.
Dopo la scomparsa dell'Alpenliga, a partire dalla stagione 1980-1981 fu reistituito il campionato di Regionalliga West.

## Albo d'oro
- 1977-1978  Anif
- 1978-1979  SPG Innsbruck
- 1979-1980  Salzburger AK